# Xi Mensae
Xi Mensae (ξ Mensae, förkortat Xi Men, ξ Men) som är stjärnans Bayerbeteckning, är en ensam stjärna belägen i den södra delen av stjärnbilden Taffelberget. Den har en skenbar magnitud på 5,83 och är synlig för blotta ögat där ljusföroreningar ej förekommer. Baserat på parallaxmätning inom Hipparcosuppdraget på ca 8,8 mas beräknas den befinna sig på ett avstånd på ca 370 ljusår (ca 113 parsek) från solen. 

## Egenskaper
Xi Mensae är en gul till vit jättestjärna av spektralklass G8 III. Den har en massa som är ca 90 procent  större än solens massa, en radie som är ca 10 gånger större än solens och utsänder från sin fotosfär ca 63 gånger mera energi än solen vid en effektiv temperatur av ca 5 000 K.